# Demka

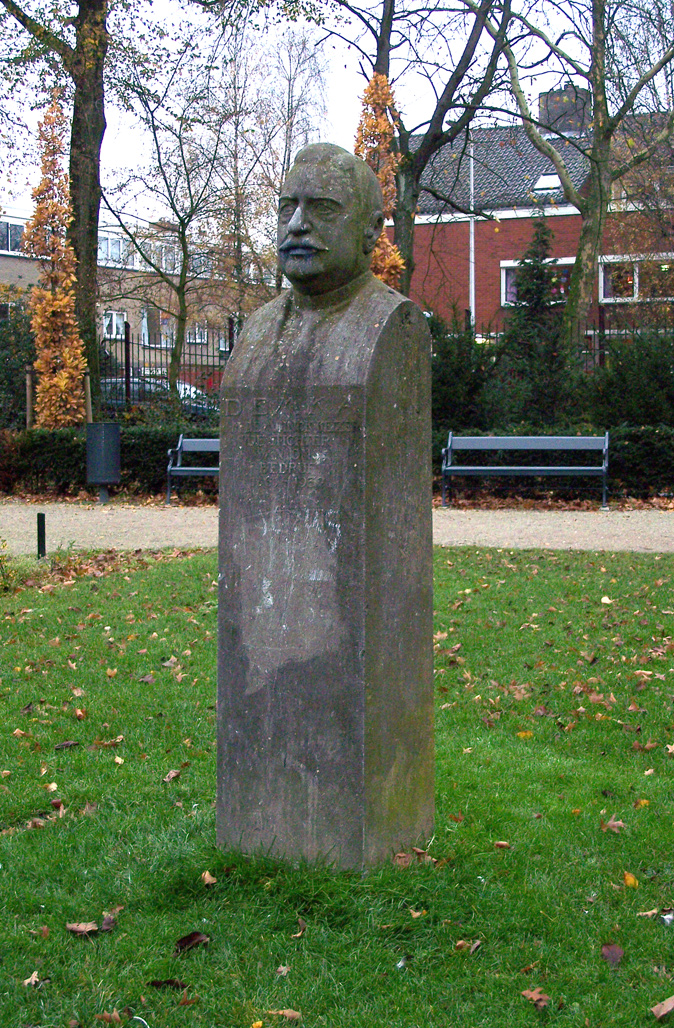
Buste van J.M. de Muinck Keizer, gemaakt door Ludwig Oswald Wenckebach, hier gefotografeerd in het Julianapark, tegenwoordig geplaatst op de naar hem vernoemde straat.

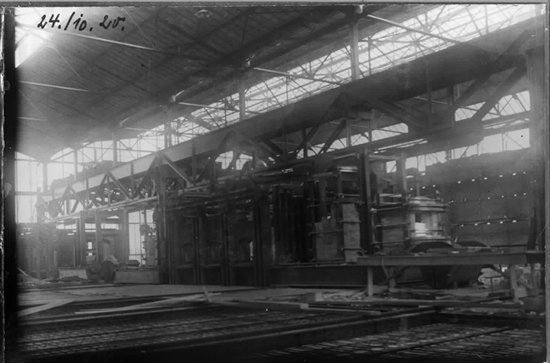
De smelterij in aanbouw in 1920

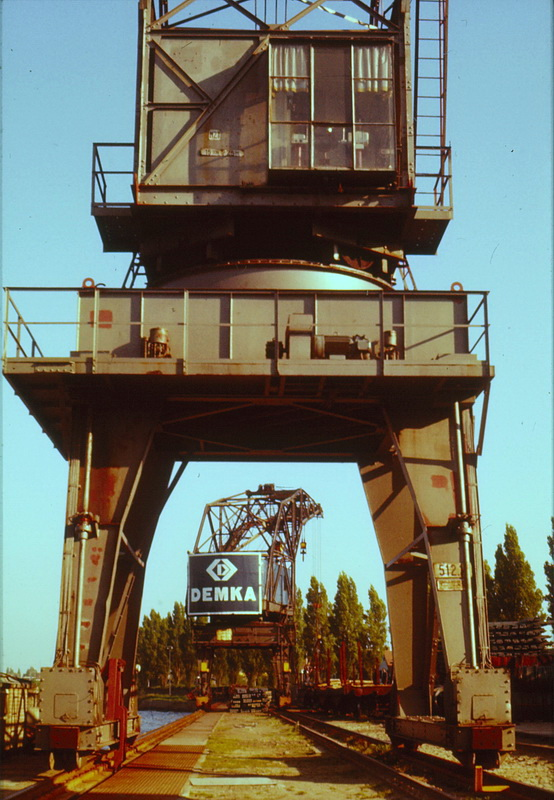

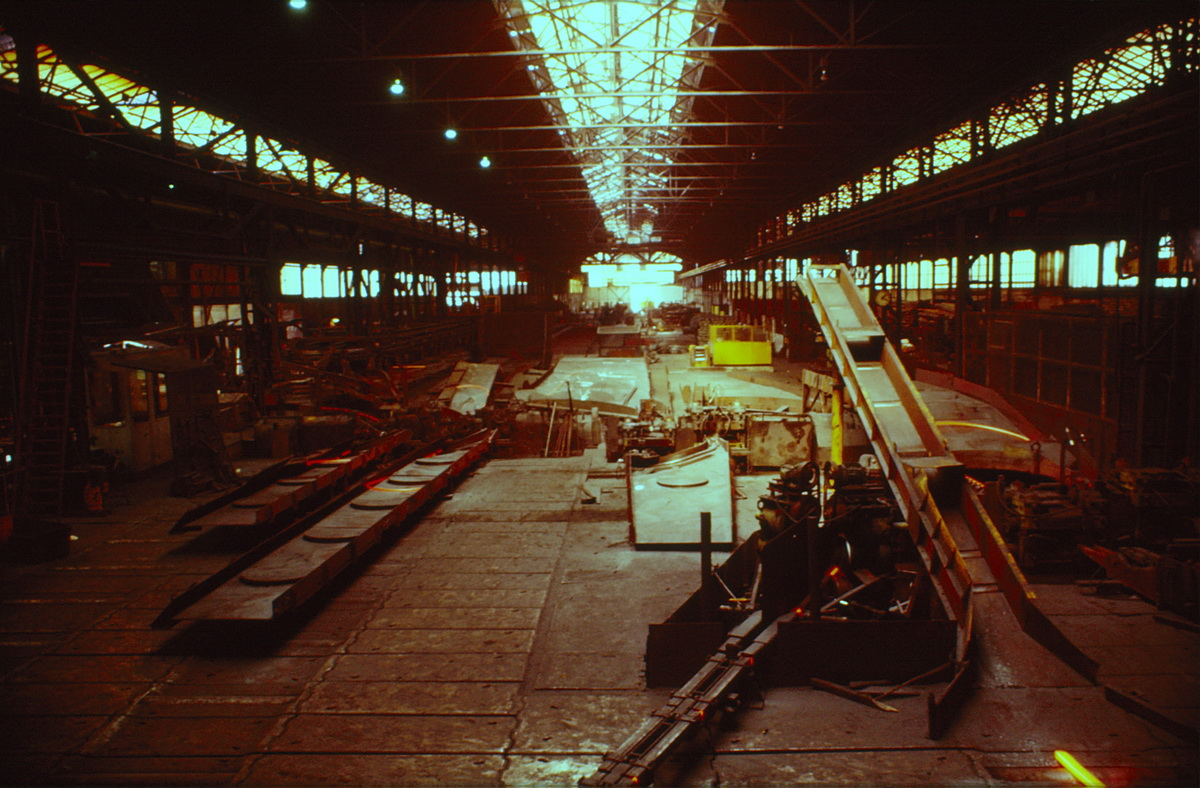

Koninklijke Demka Staalfabrieken N.V. was een grote producent van voornamelijk staaldraad en staalgietwerk in Zuilen. Voor een belangrijk deel van de 20e eeuw was het een van de grootste werkgevers in Utrecht en omgeving.

## Geschiedenis
In 1851 werd in het Groningse Hoogezand, in de wijk Martenshoek, de IJzergieterij Ten Oever, Koning & Co gesticht. In 1882 trad J.M. de Muinck Keizer als firmant toe. Onder zijn leiding werd voor het eerst in Nederland gietstaal geproduceerd, onder de naam reformijzer. Nog steeds zijn in Nederland veel individueel genummerde gietijzeren molenassen van windmolens in bedrijf, afkomstig van De Muinck Keizer uit Martenshoek. In 1902 werd nr 100 gegoten.
In 1913 verhuisde het bedrijf naar Zuilen. Hier had men aansluiting op het Merwedekanaal en op het spoorwegnet. Een van de grootste afnemers, Werkspoor, lag in de buurt. De officiële naam was vanaf dat moment de Nederlandsche Staalfabrieken v/h J.M. de Muinck Keizer; afgekort als d.M.K. of in spreektaal Demka. In 1921 werd Demka dan ook de naam van het bedrijf. In 1919 verwierf Hoogovens 50% van de aandelen.
Na de Tweede Wereldoorlog produceerde Demka vooral staaldraad en staalgietwerk. Het staaldraad werd toegepast in betonstaal, kettingen, bouten en moeren. Het gietwerk vond toepassing in scheepsonderdelen, baggeremmers, wielen, turbinehuizen en dergelijke. Er was een grote behoefte aan arbeidskrachten, daarom werden gastarbeiders uit een groot deel van Europa en daarbuiten aangetrokken.
In 1964 werd Demka overgenomen door de Koninklijke Hoogovens (sinds 2010 Tata Steel IJmuiden), nadat het jarenlang voornamelijk een familiebedrijf was. In 1966 werd, ten gevolge van de staalcrisis, het bedrijf gereorganiseerd, waarbij 1150 van de 2000 werknemers ontslagen werden en diverse afdelingen gesloten. Het machinepark was verouderd, de staalindustrie in Europa moest minder produceren. In 1968 fuseerde de gieterij met het Franse bedrijf Sambre et Meuse, waarbij SMDK gevormd werd. Hierin had Sambre et Meuse 51 % van de aandelen en Hoogovens 49 %. SMDK sloot reeds in 1977. De walserij bleef in handen van Hoogovens, maar in 1983 werd ook deze gesloten, waarmee een einde kwam aan Demka.

## Arbeiders
Aanvankelijk produceerde het bedrijf in Zuilen staaldraad en staalgietwerk. De huisvesting van grote aantallen werknemers maakte dorpsuitbreiding en zo het ontstaan van Nieuw Zuilen noodzakelijk. Na de Tweede Wereldoorlog breidde het bedrijf uit met een smederij en een smelterij voor speciaal-staal. Voor het veelal ongeschoolde, vuile en zware werk werd in de jaren vijftig gebruikgemaakt van Polen, Duitsers, Luxemburgers en Hongaren. In de jaren zestig zocht men het nog verder weg en werden Joegoslaven, Grieken, Spanjaarden, Marokkanen en Turken aangetrokken. Deze gastarbeiders werden veelal ondergebracht in pensions.

## Bedrijfsschool
In de jaren vijftig en zestig had Demka een eigen bedrijfsschool, de Menzo de Muinck Keizerschool langs de Muyskenweg, waar jongens via het leerlingstelsel werden opgeleid voor bankwerker, elektricien, vormer, modelmaker (houtbewerking), draaier en walser. De leerling tekende een contract van vijf jaar. Drie daarvan waren bestemd voor de opleiding waarna twee jaar 'nawerken' volgde in de fabriek. Zo verdiende het bedrijf een deel van de opleidingskosten terug. Tijdens de driejarige opleiding van vijf en halve dag per week ontvingen de leerlingen een zakgeld van ca. 19 gulden per maand.
Naast de theorie- en praktijklessen werd ook aan sport gedaan, zoals honkbal en volleybal. Omdat Demka niet over eigen sportfaciliteiten beschikte, werd het sportveld van Werkspoor 's zomers gebruikt voor honkbal. Daarnaast gebruikte de Demka-school een gymzaal in de buurt waar volleybal kon worden beoefend.

## Sluiting

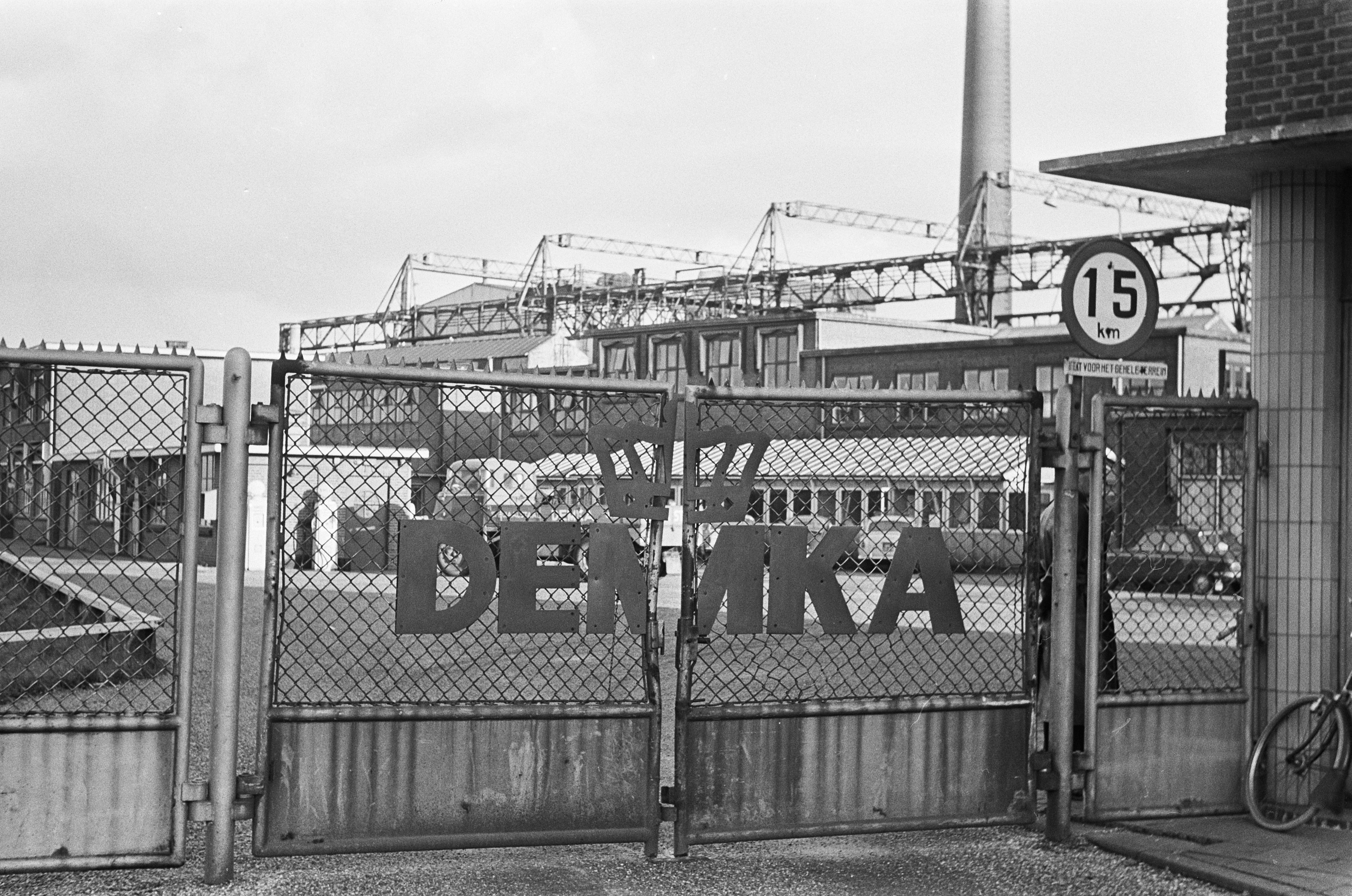
toegangspoort in 1966

De reorganisatie in 1966 met 1100 ontslagen en de sluiting in 1983 waren zeer ingrijpend voor werknemers. Voor de omwonenden betekende de sluiting van de vervuilende fabrieken echter een verbetering. De sloop van de leegstaande fabrieksgebouwen begon in 1985. Op het voormalige fabrieksterrein is een bedrijventerrein gevestigd. Wat nog aan Demka herinnert is de naam Demka‐weg, wat verroeste installaties aan het Amsterdam‐Rijnkanaal en de naam Demka-spoorbrug voor een van de spoorbruggen over het kanaal.